# Дирикс, Кристиан Адольф
Кристиан Адольф Дирикс (норв. Christian Adolph Diriks; 11 ноября 1775, Копенгаген — 16 декабря 1837, Христиания) — норвежский политический и государственный деятель, министр Норвегии, юрист, судья

## Биография
Сын капитана корабля. Изучал право в Копенгагенском университете. В 1795 году стал кандидатом юридических наук. Работал несколько лет в городском суде Копенгагена. В 1806 году был назначен асессором в Кристиансанне. В 1812 году Стал председателем суда (Justisråd) в Лаурвиге (ныне Ларвик). Был магистратом и судьей с 1812 по 1815 годах.
В 1814 году принимал участие в Учредительном собрании Норвегии, которое приняло Конституцию Норвегии. Был членом Конституционного комитета. Сыграл в качестве его секретаря значительную роль в разработке конституции.
Член партии независимости.
После, профессор в недавно основанном Королевском университете Фредерика (ныне Университет Осло).
Занимал пост министра полиции (внутренних дел) и министра юстиции с 1814 по 1818 год, в 1825 −1836 годах — министр просвещения и церковных дел.
В 1818 году назначен Командором Большого креста Полярной звезды, а в 1824 году стал членом Королевского норвежского общества наук и литературы
Отец морского офицера Карла Фредерика Дирикса и министра Кристиана Людвига Дирикса.
Его внук — художник Карл Эдвард Дирикс.
Похоронен на Спасском кладбище Осло.